# Álvaro Pierri
Pour les articles homonymes, voir Pierri.
Álvaro Pierri, né le 18 janvier 1953 à Montevideo, est un guitariste d'origine uruguayenne.

## Biographie
Il voit le jour dans une famille de musiciens où il commence son éducation musicale à l'âge de cinq ans auprès de sa mère Ada Estades, et de sa tante la célèbre guitariste Olga Pierri. 
Il est ensuite l'élève de Abel Carlevaro et de Guido Santórsola.
Exceptionnellement doué, il se produit sur scène dès l'âge de neuf ans, et remporte tous les prix réservés aux jeunes musiciens uruguayens. Premier prix et médaille d'or du 18e Concours International de Paris, il parcourt le monde en récital solo, orchestre de chambre ou grand orchestre. Des compositeurs célèbres, tels que Leo Brouwer ou Jacques Hétu, lui dédient des œuvres qu'il offre en création au public.
Pierri enseigne depuis 1981 à l'Université du Québec à Montréal et depuis 2002 à l'Académie de musique et des arts du spectacle de Vienne.
En février 2008, il est déclaré Citoyen d'honneur de la ville de Montevideo par l'intendant Ricardo Ehrlich, après avoir effectué un grand concert au Théâtre Solís.